# Provincia di Ambo
La provincia di Ambo è una provincia del Perù, situata nella regione di Huánuco.

## Geografia antropica

### Suddivisioni amministrative
È divisa in otto distretti:
- Ambo (Ambo)
- Cayna (Cayna)
- Colpas (Colpas)
- Conchamarca (Conchamarca)
- Huacar (Huacar)
- San Francisco (Mosca)
- San Rafael (San Rafael)
- Tomay Kichwa (Tomay Kichwa)